# コンパンディング

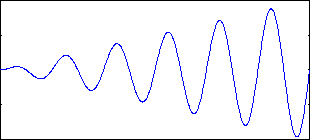
元の信号

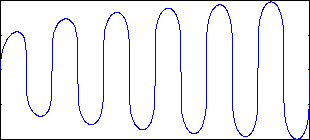
圧縮後の信号（伸張前）。つまりこの形で送信される。

コンパンディング（英: companding）は、電気通信・信号処理・熱力学において、ダイナミックレンジが制限された通信路の有害な効果を和らげる方法である。コンパンション（英: compansion）とも。名称は「圧縮 (compressing)」と「伸張 (expanding)」を組み合わせたかばん語。ここでいう「圧縮」や「伸張」はダイナミックレンジの圧縮・伸張であって、データ圧縮とは異なる。

## 概要
録音で使う圧縮やそれに類するものは可変利得増幅器と局所線形プロセス（短い範囲では線形だが、全体はそうではない）に依存している。したがって、コンパンディングは非線形であり、どの時点でも同じ方法で行われる。信号のダイナミックレンジは転送前に圧縮され、受信機で元の値に伸張される。
これを行う電子回路をコンパンダ (compandor) と呼び、音声のようなアナログ電子信号のダイナミックレンジを圧縮または伸張する。1つの派生として、前段に対数増幅器があり、中段に可変利得増幅器、後段に指数増幅器を置く3段の増幅器がある。コンパンダはコンサートなどの音響システムで使われたり、dbxやドルビーノイズリダクションシステム、ANRS、adresなどのノイズリダクションシステムで使われる。
コンパンディングは、利得は減少するが信号レベルはあるしきい値を超えるようにする「圧縮」と、その逆で利得は減少するが信号レベルはあるしきい値より下になるようにする「伸張」を指すこともある。
コンパンディングはプロ用のワイヤレスマイクでマイクロフォンのダイナミックレンジを改善するために使われている（マイクユニットのダイナミックレンジは無線伝送路のダイナミックレンジよりも大きい）。
コンパンディングを使うことで、大きなダイナミックレンジを持つ信号を、小さいダイナミックレンジを持つ信号しか転送できない機器や回線で転送できる。コンパンディングは受信機でのノイズや漏話レベルを低減する。但し、転送先においても完全に元の波形が保たれる訳ではなく、コンパンダへの入力信号の振幅に依存してノイズが大きくなるブリージング(息づき)雑音を生じる恐れがある。また、回路の経年劣化などでコンプレッサとエキスパンダの回路特性がずれると、波形の歪みを生むことになる（特にアナログ処理の場合）。
コンパンデイングはデジタルや電話システムでも使われている。アナログ-デジタル変換回路に信号を入力する前に圧縮し、デジタル-アナログ変換回路の出力を伸張する。これはデジタル電話網でA-lawまたはμ-lawコンパンディングを使った非線形ADCを使用しているのと等価である。また、デジタル音声ファイルフォーマットでも、低ビットレートでSN比を改善する方法として同様の手法が使われている。例えば、線形符号化された16ビットPCM信号を8ビットWAVやAUファイルに変換する際、8ビットに変換する前に圧縮を行ってSN比を改善し、16ビットに戻した後で伸張する。これは事実上の非可逆音声圧縮である。

## 歴史
アナログの画像転送システムでのコンパンディングは、1928年、AT&Tの A. B. Clark が特許を取得している（1925年申請）。
電気回路で画像を転送するとき、この手段は転送する画像を逐次的な明るさの値の列とし、それを非線形な関係で電流に変換して送り、受け取る側はそれを反対の非線形の関係で光の値に戻す—A. B. Clark の特許の一部を日本語訳
1942年、ClarkとそのチームはSIGSALYというセキュア音声転送システムを完成させた。これはコンパンディングを使った世界初のPCM（デジタル）システムだった。
1953年、B. Smith は非線形DACを使い、逆の非線形特性のADCを使えば、デジタルコンパンディングシステムの設計を単純化できることを示した。
1970年、H. Kaneko は当時既にデジタル電話技術として採用されていたセグメントコンパンディング法の統一的な定式化を行った。